# Alyssum taygeteum
Alyssum taygeteum là một loài thực vật có hoa trong họ Cải. Loài này được Heldr. mô tả khoa học đầu tiên năm 1897.